# Wiskundeknobbel
Men zegt dat iemand een wiskundeknobbel heeft, als die persoon een bijzonder talent voor wiskunde heeft. De zegswijze is een restant van de 19e-eeuwse, en thans geheel verlaten leer van de frenologie, die meende uit de bulten op het schedeldak de relatieve ontwikkeling van verschillende hersengedeelten te kunnen aflezen.

## Hersenwerking
Er zijn wel aanwijzingen dat wiskundig begaafde mensen een andere werking van de hersenen bezitten. Zo zou bij kinderen met wiskundetalent een betere samenwerking te zien zijn tussen de linker- en rechterhersenhelft dan bij kinderen zonder specifieke aanleg voor wiskunde. Ook is gebleken dat de rechterhersenhelft van wiskundig begaafde leerlingen uitzonderlijk actief is bij de verwerking van informatie. Dit verschil in hersenen uit zich echter niet in een uitwendig zichtbare knobbel.